# Mario Trevi
Mario Trevi, nome artístico de Agostino Capozzi, (Melito di Napoli, 2 de novembro de 1941) é  um dos mais célebres cantores italianos de canções napolitanas e ator.

## Biografia
Começou a cantar em 1955. Participou do "Festival di Napoli" ou "Festival da canção napolitana", a edição de 1960 uma edição de 1970, ganhando várias edições.

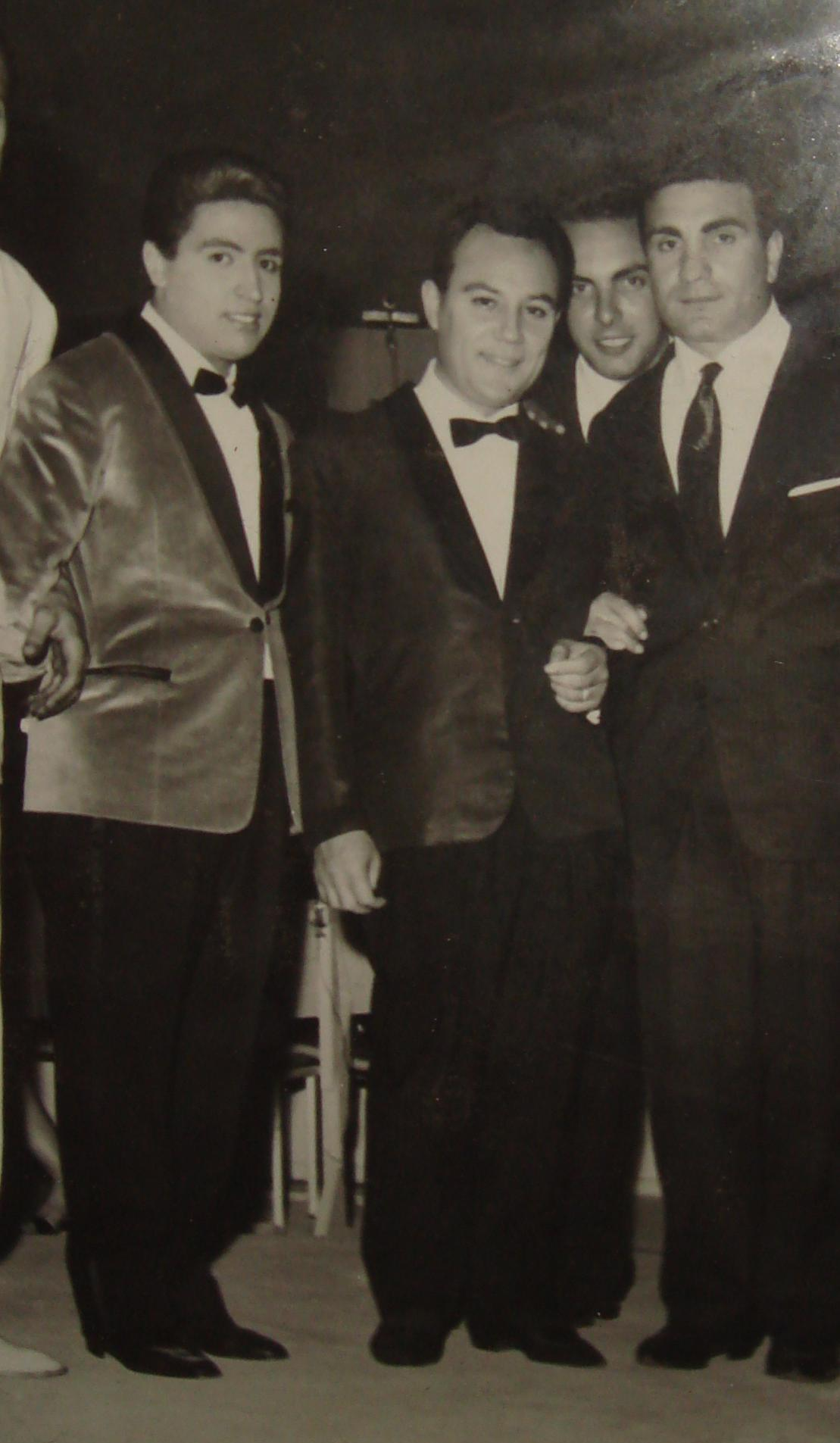
Mario Trevi e Claudio Villa (1962)

Participou do tradicional programa musical exibido pela RAI denominado "Canzonissima", com as canções 'O marenariello e Indifferentemente, respectivamente em 1964 e 1966.
Em 1966 participa no Festival delle Rose, o festival de canções italianas, chegando as finais.
A partir dos anos sessenta inicia turnê na América e na Europa, cantando em teatros como o Madison Square Garden e da Academia de Música do New York.
De 1972 a 1981, atuou no teatro napolitano, na sceneggiata. Em 1980, ela estrelou o filme La pagella com Marc Porel. A partir do ano 1980 para o ano de 2009 é dedicado à canção napolitana clássica. A partir de 2010 a mudança de gênero musical, fundando o grupo "Mario Trevi Lunabianca e Bottari."

## Discografia
- 1961: Senti Napoli e poi...
- 1961: Naples - Today (London Records)
- 1964: Indifferentemente
- 1964: Mario Trevi con la orquesta de E.Alfieri (Ronde de Venezuela)
- 1965: Canzoni napoletane classiche
- 1966: Canzoni napoletane moderne
- 1970: Mario Trevi & Mirna Doris, Ammore 'e Napule (Fiesta record company)
- 1974: Le disque d’or des Chansons Napolitanes - Mario Trevi (Pickwick Records)
- 1975: Mario Trevi – vol.1
- 1975: Mario Trevi – vol.2
- 1975: Mario Trevi – vol.3
- 1975: Mario Trevi
- 1975: Si me sonno Napule
- 1975: Papà
- 1975:  'Nu telegramma
- 1975: Mario Trevi
- 1976: Mario Trevi recita le sue sceneggiate nel ruolo di 1° attore
- 1976:  'O presepio
- 1977:  'A paggella
- 1977: Senti Napoli e poi... (Sicamericana Sacifi)
- 1978:  'A befana
- 1978: Mario Trevi – 12° volume
- 1979: La sceneggiata napoletana
- 1979:  'E candeline
- 1979: Canzoni di Napoli (Music Hall)
- 1980: Papà
- 1981: Mario Trevi - 14° volume
- 1982: Mario Trevi - 15° volume
- 1982:  'E candeline
- 1983: Mario Trevi - 18° volume
- 1984: Mario Trevi - 19° volume
- 1985:  'Nfizzo 'nfizzo
- 1986: Nun è 'nu tradimento
- 1986: Ancora io
- 1989: I miei successi di ieri... cantati oggi
- 1991: Tu si importante
- 1992: Cento canzoni da ricordare - vol.1
- 1992: Cento canzoni da ricordare - vol.2
- 1992: Cento canzoni da ricordare - vol.3
- 1992: Cento canzoni da ricordare - vol.4
- 1994: Cento canzoni da ricordare - vol.5
- 1994: Cento canzoni da ricordare - vol.6
- 1994: Carezze d'autore
- 1995: ...Pecché te voglio bene
- 1995: ...Niente - Trevi canta Daniele
- 1996: Nustalgia
- 2008: Il capitano e il marinaio
- 2011: Napoli Turbo Folk

## Teatro
- 1972
  - 'O carabiniere

- 1973
  - 'A mano nera
  - 'O cammurrista

- 1974
  - Cella 17

- 1975
  - 'O fuggiasco
  - 'O mariuolo

- 1976
  - 'O rre d’è magliare
  - 'O presepio
  - 'Nu telegramma

- 1977
  - 'O professore
  - 'A paggella

- 1978
  - 'A Befana

- 1979
  - 'O diario
  - 'O metronotte

- 1980
  - Papà
  - Astrignete 'a 'mme

- 1981
  - 'O tesoro
  - 'O carabiniere

## Cinema
- 1980 - La pagella